# Kalijev kobaltinitrit
Kalijev kobaltinitrit, poznat i kao kobaltna žuta ili kobaltovo žutilo, IUPAC naziva kalijev heksanitritokobaltat(III), sol je kemijske formule K3[Co(NO2)6]. To je žuta krutina koja je slabo topljiva u vodi. Kemijski spoj se koristi kao žuti pigment.
Sol sadrži kalijeve katione i triionski koordinacijski kompleks. U anionu je kobalt vezan sa 6 nitrito liganda, cjelokupni kompleks koji ima oktaedralnu molekularnu geometriju. Stanje oksidacije kobalta je 3+. Njegova konfiguracija d6 s malim okretajem daje kinetičku stabilnost i dijamagnetizam. Spoj se priprema kombiniranjem soli kobalta(II) i nitrita u prisutnosti kisika. Odgovarajući natrijev kobaltinitrit je znatno topljiviji u vodi.
Spoj je prvi put opisao 1848. Nikolaus Wolfgang Fischer u Breslauu, i koristio se kao žuti pigment nazvan aureolin.

## Kobaltna žuta ili kobaltovo žutilo
Kobaltna žuta je kemijska boja zlatno žutog tona. Izrazito je prozirna. Češće se koristi u pripremi akvarela nego uljanih boja. Ne ubraja se u pigmente za freske. Boja je veoma skupa.